# Kočevje
Kočevje (njemački: Gottschee) je grad i središte istoimene općine u južnoj Sloveniji, nedaleko od granice s Hrvatskom. Grad pripada pokrajini Dolenjskoj i statističkoj regiji Jugoistočnoj Sloveniji. 

## Stanovištvo
Prema popisu stanovništva iz 2002. godine Kočevje je imalo 9.027 stanovnika.

## Šport
- NK Kočevje, nogometni klub

## Vanjske poveznice
- Službena stranica općine
- Satelitska snimka grada  Arhivirana inačica izvorne stranice od 29. srpnja 2017. (Wayback Machine)